# Yevdokiya Streshniova

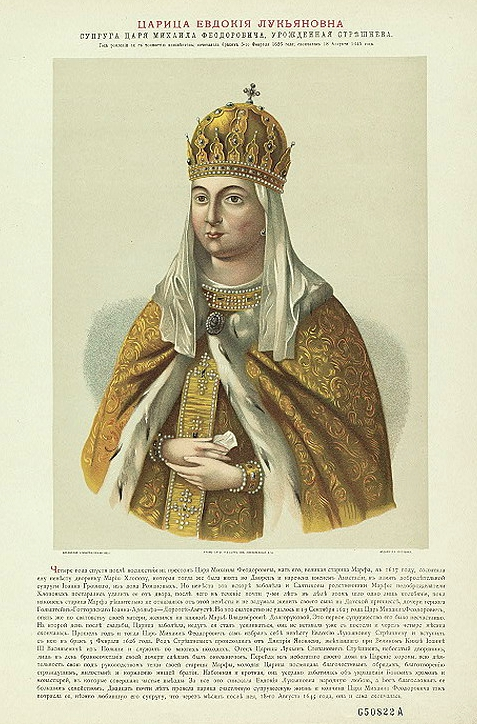

Eudoxia Lukyánovna Streshneva (en ruso Евдокия Лукьяновна Стрешнёва) nació el año 1608 y fue la segunda esposa de Miguel I de Rusia, el primer Zar de la Dinastía Románov. Fue hija del noble Lukyán Stepánovich Streshniov de Mozhaysk, que murió en 1630, y de su esposa Anna Konstantínovna Volkónskaya.
La joven fue escogida por el Zar de entre muchas vírgenes nobles en edad de desposar, se casó con ella el 5 de febrero de 1626. Tuvieron 10 hijos, 4 de los cuales sobrevivieron a sus padres, entre ellos el futuro Zar Alejo I de Rusia.
Yevdokía, soportó difíciles momentos al interno de la corte imperial, al parecer, la Zarina vivió bajo la completa autoridad de su suegra Ksenia Shestova, quien tenía una fuerte influencia y estaba presente en todas las decisiones de palacio. Además ambas compartían el mismo confesor y secretario. Marfa acompañaba a su nuera a todas las visitas que hacía, y fue ella quien eligió a los tutores de sus nietos. Al parecer Yevdokíya tampoco tenía mucha influencia sobre su marido, ni siquiera después de la muerte de la madre de éste.
Murió el 18 de agosto de 1645, 5 semanas después que Miguel.
- Datos: Q255429
- Multimedia: Eudokia Streshneva / Q255429